# Gaon de Vilna
Eliyahou ben Shlomo Zalman, plus connu comme le Gaon de Vilna — Le Génie de Vilna — simplement par son acronyme hébraïque HaGRA (HaGaon Rabbénou Eliyahu - Notre Maître Élie, le Génie, (הגר"א (הגאון רבינו אליהו) (Sialiec, 23 avril 1720 – Vilna, 9 octobre 1797), est l'un des représentants les plus éminents de la période des Aharonim (autorités juives à partir des temps modernes), au point d'être considéré par de nombreuses autorités ultérieures comme un Rishon (autorités juives médiévales, dont les opinions ont préséance sur celles des Aharonim).
Doué dans l'ensemble des savoirs juifs traditionnels (Talmud, Halakha, Kabbale) et dans les sciences profanes dès son plus jeune âge, il devient le chef de file des Mitnagdim (opposants) au hassidisme.
Il est communément appelé en hébreu HaHassid Hagadol Mivilna, « le saint génie de Vilna ».
De grands groupes de personnes, ainsi que de nombreuses écoles talmudiques, suivent l'ensemble des coutumes et des rites institués par le Gra (Minhag hagra) et qui est aussi considéré par beaucoup comme étant la coutume ashkénaze de Jérusalem. Le Gaon écrit sur les mathématiques, est versé dans les œuvres d'Euclide et encourage son élève, Barouh de Sihklov, à traduire les œuvres du grand mathématicien en hébreu.
Comme indique la Michna dans le Traité Peah (1:1) : « L'étude de la Torah équivaut à l'ensemble des mitsvoth », le Gaon encourage son élève, le rabbin Haim de Volozhin, à fonder une école talmudique, dans laquelle la littérature rabbinique est enseignée. La yechiva est ouverte à Valojine (Wołożyn) en 1803, quelques années après la mort du Gaon, et révolutionne le monde de la Torah, ce qui entraîne un impact sur l'ensemble de la communauté juive orthodoxe.

## Jeunesse et éducation

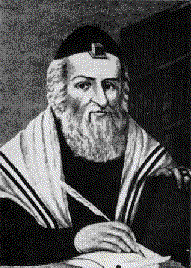
Gravure représentant le Gaon de Vilna portant tephilins et talit.

Né à Sialiec, en Pologne-Lituanie, de nos jours en Biélorussie, il aurait, d'après ses partisans, manifesté des dons aussi précoces qu'extraordinaires, notamment une mémoire photographique : à trois ans, il avait dit-on mémorisé la Bible ; à sept ans, apprenant le Talmud sous l'aile de Moshe Margalit, rabbin de Kaidan, auteur d'un commentaire sur le Talmud de Jérusalem, il retint là aussi nombre de traités par cœur ; à huit ans, il étudiait l'astronomie au cours des repas. À dix ans, il put continuer ses études sans précepteur.
À un âge plus avancé, il pérégrina à travers la Pologne et l'Allemagne, comme il était de coutume chez les talmudistes à l'époque.
Il revint à Vilna en 1748, déjà auréolé d'une renommée considérable. Âgé d'à peine vingt ans, il recevait la visite de rabbins bien plus âgés pour trancher sur les questions halakhiques les plus épineuses.
Malgré ses voyages en Europe de l'Est, il ne se rendit jamais en Terre d'lsraël. Cependant, plus de 500 de ses disciples allèrent y vivre sur ses exhortations ; cette immigration est considérée comme le début du retour des Juifs sur la Terre d'Israël.
Il était également prisé des savants non-juifs[réf. nécessaire], qui appréciaient grandement ses inspirations en mathématiques[réf. nécessaire] et en astronomie[réf. nécessaire].

## Méthodes d'étude
On peut définir deux points principaux de sa méthode d'étude : tout d'abord un retour aux sources, c'est-à-dire l'analyse d'un texte talmudique en se référant aux versets et à la méthode de déduction ; ensuite montrer qu'il n'y a pas d'opposition entre les textes talmudiques, et les textes de la Kabbale. Le rationalisme du Talmud n'est jamais en contradiction avec le Zohar, ou d'autres ouvrages de la mystique juive.
Il est enterré à Vilna auprès d’Abraham ben Abraham dont il a été le guide spirituel.

## Opposition au hassidisme
Quand le judaïsme hassidique devint influent dans sa ville, Le Gaon, rejoignant les rabbins et les chefs des communautés polonaises, prit des mesures pour réduire l'influence des hassidim. En 1777, la première excommunication (cherem) fut lancée par les Mitnagdim de Vilna contre les hassidim, et une lettre fut également adressée à toutes les grandes communautés, leur recommandant instamment de traiter les hassidim d'après l'exemple de Vilna.
En 1781, quand les hassidim reprirent leur prosélytisme sous la conduite de leur rabbin, Shneur Zalman de Liadi, le Gaon de Vilna les excommunia de nouveau, les définissant comme hérétiques avec qui aucun juif pieux ne pourrait se marier.
Après des rumeurs sur son ralliement au hassidisme, le Gaon adressa une lettre aux grandes communautés juives en 1796, pour confirmer sa totale opposition au hassidisme.
L'opposition du Gaon de Vilna n'empêcha pas l'extension rapide du hassidisme, mais il continue à être considéré comme un rabbin de référence du courant dit mitnagdim.

## Œuvre

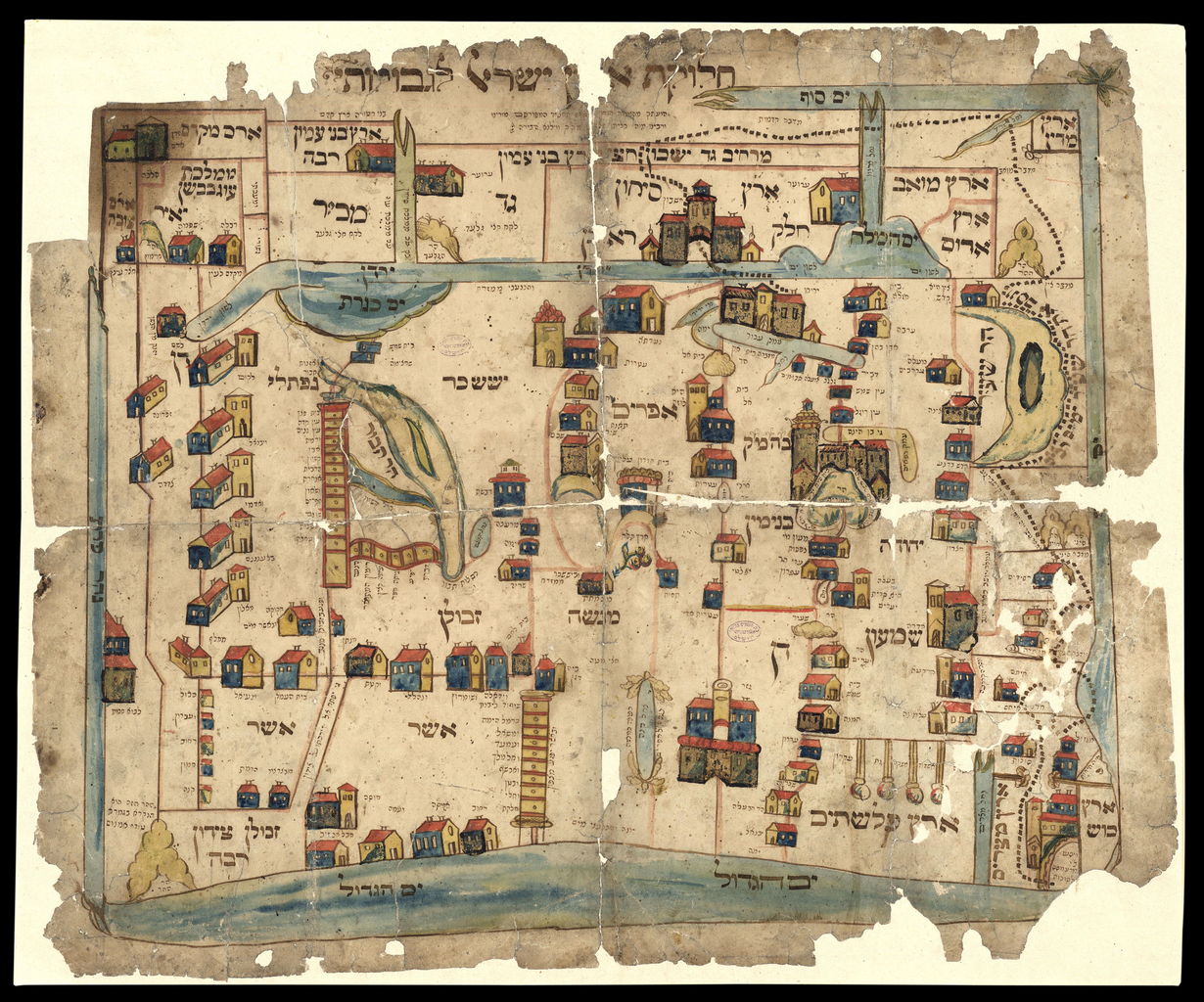
Carte de la division de la Terre d'Israël en 12 tribus : copie d'un ouvrage du Gaon de Vilna qui ne se rendit jamais en Palestine.

Auteur prolifique, Elijah de Vilna rédigea des commentaires sur presque chaque texte juif connu ainsi que sur les travaux mathématiques, soit plus de 50 livres qui furent publiés par ses élèves après sa mort.
Dans ses publications, le Gaon de Vilna rechercha la version exacte des écrits et essaya de corriger les fautes ou erreurs qui s'y seraient ajoutées au fil des ans.
- Adéret Eliyaou : commentaire sur le Pentateuque.
- Commentaire sur le Livre des Proverbes.
- Commentaire sur le Cantiques des Cantiques.
- Commentaire sur le Livre de Jonas.
- Commentaires sur la Michna : Chénot Eliyaou, Eliyaou Rabba, Taarat Hakodech.
- Commentaire sur la Tossefta.
- Biourei haGra sur le Talmud.
- Biourei haGra sur le Choulhan Aroukh.
- Commentaire sur la Haggada de Pessa'h.
- Livres de grammaire hébraïque.
- Commentaire sur le Zohar.
- Likouté HaGra.
- Maassé Rav transcrit les coutumes pratiquées par le Gaon de Vilna.

Il a écrit aussi une lettre célèbre : Iguereth Hagra, qui comporte des conseils d'éducation et de morale, adressée à sa mère et à son épouse (elle est souvent publiée en annexe à d'autres livres traitant de ces sujets).